# Tessen
Der Tessen [tɛsːɛɴ] (jap. 鉄扇, wörtlich „Eiserner Fächer“), auch Tetsu-Sen bzw. Kriegsfächer genannt, war eine verborgene Waffe der Samurai.

## Beschreibung
Es gibt zwei verschiedene Hauptversionen:
1. Der kampftaugliche Fächer, der als Waffe gedacht ist.
2. Der zeremonielle Fächer, der als Rangabzeichen oder Signalgerät benutzt wurde und nicht geschlossen oder geöffnet werden kann (Gumbai Uchiwa).

Während gewöhnliche Leute einen Sensu (einen faltbaren Fächer) trugen, mit dem sie sich während der feucht-heißen Sommer Japans frische Luft zufächeln konnten, nutzten die Samurai dieses modische Accessoire als Geheimwaffe. Wenn ein Samurai das Haus eines anderen Samurai betrat, war es üblich, dass er sein Katana am Hauseingang ablegte. Um im Falle eines Überraschungsangriffes nicht wehrlos zu sein, wurde der nicht abzulegende Fächer in eine Waffe umfunktioniert. Es gab Tessen, bei denen nur die äußeren, alle Rippen oder die Deckblätter aus Metall waren. Als Trainingswaffe gab es solide Holz- oder Metallstücke, die einem zusammengefalteten Fächer nachempfunden waren. Die Kampfkunsttechnik Tessen-Jutsu wird mit dem Fächer ausgeführt.